# Бранговић
Бранговић је насељено место града Ваљева у Колубарском округу. Према попису из 2022. било је 94 становника. Недалеко од села се налазе остаци старог утврђења из првог миленијума н. е. које се данас назива по самом селу, тврђава Бранговићи.
Овде се налазе Железничка станица Градац и Висока пећина.

## Демографија
У насељу Бранговић живи 148 пунолетних становника, а просечна старост становништва износи 45,1 година (42,8 код мушкараца и 47,6 код жена). У насељу има 59 домаћинстава, а просечан број чланова по домаћинству је 2,92.
Ово насеље је у потпуности насељено Србима (према попису из 2002. године), а у последња три пописа, примећен је пад у броју становника.
|  |

| Демографија | Демографија | Демографија |
| Година      | Становника  | Становника  |
| ----------- | ----------- | ----------- |
| 1948.       | 306         |             |
| 1953.       | 303         |             |
| 1961.       | 286         |             |
| 1971.       | 224         |             |
| 1981.       | 214         |             |
| 1991.       | 184         | 184         |
| 2002.       | 172         | 172         |

| Етнички састав према попису из 2002.‍ | Етнички састав према попису из 2002.‍ | Етнички састав према попису из 2002.‍ | Етнички састав према попису из 2002.‍ | Етнички састав према попису из 2002.‍ |
| ------------------------------------ | ------------------------------------ | ------------------------------------ | ------------------------------------ | ------------------------------------ |
|                                      |                                      |                                      |                                      |                                      |
| Срби                                 | Срби                                 |                                      | 172                                  | 100,0%                               |
| непознато                            | непознато                            |                                      | 0                                    | 0,0%                                 |

| Година пописа     | 1948. | 1953. | 1961. | 1971. | 1981. | 1991. | 2002. |
| ----------------- | ----- | ----- | ----- | ----- | ----- | ----- | ----- |
| Број домаћинстава | 46    | 54    | 54    | 48    | 44    | 44    | 59    |

| Број чланова      | 1  | 2  | 3  | 4 | 5 | 6 | 7 | 8 | 9 | 10 и више | Просек |
| ----------------- | -- | -- | -- | - | - | - | - | - | - | --------- | ------ |
| Број домаћинстава | 15 | 12 | 16 | 5 | 5 | 3 | 2 | 1 | 0 | 0         | 2,92   |

| Пол    | Укупно | Неожењен/Неудата | Ожењен/Удата | Удовац/Удовица | Разведен/Разведена | Непознато |
| ------ | ------ | ---------------- | ------------ | -------------- | ------------------ | --------- |
| Мушки  | 79     | 27               | 47           | 3              | 2                  | 0         |
| Женски | 71     | 9                | 47           | 13             | 2                  | 0         |
| УКУПНО | 150    | 36               | 94           | 16             | 4                  | 0         |

| Пол    | Укупно                    | Пољопривреда, лов и шумарство | Рибарство                            | Вађење руде и камена | Прерађивачка индустрија       |
| ------ | ------------------------- | ----------------------------- | ------------------------------------ | -------------------- | ----------------------------- |
| Мушки  | 35                        | 11                            | 0                                    | 1                    | 6                             |
| Женски | 16                        | 7                             | 0                                    | 0                    | 3                             |
| УКУПНО | 51                        | 18                            | 0                                    | 1                    | 9                             |
| Пол    | Производња и снабдевање   | Грађевинарство                | Трговина                             | Хотели и ресторани   | Саобраћај, складиштење и везе |
| Мушки  | 4                         | 6                             | 2                                    | 0                    | 3                             |
| Женски | 1                         | 1                             | 1                                    | 0                    | 0                             |
| УКУПНО | 5                         | 7                             | 3                                    | 0                    | 3                             |
| Пол    | Финансијско посредовање   | Некретнине                    | Државна управа и одбрана             | Образовање           | Здравствени и социјални рад   |
| Мушки  | 0                         | 0                             | 1                                    | 0                    | 1                             |
| Женски | 0                         | 1                             | 0                                    | 1                    | 1                             |
| УКУПНО | 0                         | 1                             | 1                                    | 1                    | 2                             |
| Пол    | Остале услужне активности | Приватна домаћинства          | Екстериторијалне организације и тела | Непознато            | Непознато                     |
| Мушки  | 0                         | 0                             | 0                                    | 0                    | 0                             |
| Женски | 0                         | 0                             | 0                                    | 0                    | 0                             |
| УКУПНО | 0                         | 0                             | 0                                    | 0                    | 0                             |

- Поглед према дрбу Браниг са археолошким локалитетом
- Археолошки локалитет Јеринин град
- Шума у јесен код Шареног платна
- Шарено платно
- Шарено платно
- Бранговић - панорама
- Бранговић - панорама
- Бранговић - панорама
- Бранговић - панорама
- Бранговић - панорама
- Бранговић - панорама